# Северное море, Техас
«Северное море, Техас» (англ. North Sea Texas) —  первый полнометражный фильм бельгийского режиссёра Баво Дефюрна, история подростка-гея, влюбившегося в парня, живущего по соседству.

## Сюжет
Действие происходит в 1960-х — 1970-х годах. Подросток Пим живёт со своей матерью-одиночкой Иветт в маленьком городке на побережье Бельгии. Всё своё свободное время мальчик рисует и фантазирует, представляя себя победительницей конкурса «Королева красоты». Прошли годы, Пим подрос, теперь он заглядывается на Джино, парня, который живёт по соседству. Между тем Сабрина, сестра Джино, влюблена в Пима, хотя и догадывается, что он — гей. Джино и Пим сближаются, дружба постепенно переходит в любовную связь.
Через некоторое время Джино начинает отношения с девушкой из Франции. Пим из ревности направляет свои эротические фантазии на Золтана, цыгана, квартиранта матери. Джино понимает, что ему нужен только Пим. Парни зарекаются никогда больше не расставаться.

## В ролях
| Актёр            | Роль   |
| ---------------- | ------ |
| Йелле Флоризон   | Пим    |
| Матиас Вергелс   | Джино  |
| Ева Ван-дер-Гюхт | Иветт  |
| Люк Вейнс        | Этьен  |
| Тома Куман       | Золтан |

## Критика
Картина получила в основном положительные отзывы критиков. Так, на сайте Rotten Tomatoes по состоянию на ноябрь 2020 года фильм имеет 83 % положительных отзывов кинокритиков (на основе 29 рецензий) и 71 % — на основе оценок пользователей (1701 — число проголосовавших). Заключение агрегатора: Strong direction and delicate performances save Noordzee, Texas from its narrative cliches.